# 고대소녀 도그짱
《고대소녀 도그짱》(古代少女ドグちゃん)은 일본의 TBS계열에서 텔레비전 드라마이다.
극장 박스오피스화도 절정해 2010년 2월 20일보다 도쿄의 시네마트 신주쿠에서 상영할 예정이다.

## 개요
토우의 신 도그짱(ドグちゃん)의 토우 파트너 도키고로(ドキゴロー)와 함께 현대의 부활한 요괴들의 퇴치하며, 은둔형 외톨이 소년 마코토의 마음을 다룬다.

## 줄거리
조몬 시대(縄文時代)의 몬스터 헌터로, 1만년의 잠에서 눈을 뜨고, 마코토를 본인의 종으로 삼아 요괴 퇴치에 열을 올린다.

## 등장인물

### 레귤러
- 야자와 에리카 (도그 역)
- 박로미 (도키고로 역)
- 쿠보타 마사타카 (스기하라 마코토 역)
- 키리시마 리나 (시시도 키미카 역)
- 에모토 토키오 (몽마 신타로 역)
- 사이토 유키 (스기하라 사유리 역)
- 카미카와 타카야 (스기하라 켄조 역)

### 게스트
- 소닌 (제1화)
- 호노카 (제2화)
- 타키구치 미라 (제2화)
- 아야타 (제2화)
- 타구치 히로마사 (제3화)
- 후지무라 슌지 (제3화)
- 야마타 키누오 (제4화)
- 무라마츠 도시후미 (제4화)
- 시오미 유카리 (제4화)
- 스루가 타로우 (제5화)
- 미야시타 토모미 (제5화)
- 이구치 노보루 (제5화)
- 우에다 아이미 (제6화)
- 아오키 시게루 (제6화)
- 아다치 미유 (제7화)
- 타카하시 카즈야 (제7화)
- 나카모토 겐 (제8화)
- 다케니카 나오토 (제8화)
- 이시노 마코 (제8화)
- 다케나카 나오토 (제8화)
- 오오사와 이츠미 (제9화)
- 미호 쥰 (제10화)
- 다가리 히카리 (제10화)

## 에피소드
- 제1화 : 요괴 물고기인간 (2009년 10월 7일)
- 제2화 : 요괴 치치데카 (2009년 10월 14일)
- 제3화 : 요괴 방치자전거 (2009년 10월 21일)
- 제4화 : 요괴 무례향 (2009년 10월 28일)
- 제5화 : 요괴 게광선 (2009년 11월 4일)
- 제6화 : 요괴 인형 부려 (2009년 11월 11일)
- 제7화 : 요괴 피온 (2009년 11월 18일)
- 제8화 : 요괴 잉어 까는 이라고 (2009년 11월 25일)
- 제9화 : 요괴 육식자매 (2009년 12월 2일)
- 제10화 : 요괴 부모도 물러나 (2009년 12월 9일)
- 제11화 전편 : 요괴 눈꺼풀의 어머니 (2009년 12월 16일)
- 제12화 후편 : 요괴 눈꺼풀의 어머니 (2009년 12월 23일)

## 방송국
- 마이니치 방송 (2009년 10월 7일 ~ 12월 23일)
  - 매주 수요일 오전 1시 25분 ~ 1시 55분 (제작국)
- RKB 마이니치 방송 (2009년 10월 19일 ~ )
  - 매주 월요일 오전 2시 30분 ~ 3시
- TV 고치 (2010년 1월 12일 ~ )
  - 매주 화요일 오전 12시 ~ 12시 30분
- 주부 닛폰방송 (2010년 1월 22일 ~ )
  - 매주 금요일 오전 2시 ~ 2시 30분

## 엔딩 테마
- 덴키 그루브 - 누구다

## DVD
- 고대소녀 도그짱 두근두근 팩 (상) (기간한정판·2009년 12월 23일 발매)
- 고대소녀 도그짱 두근두근 팩 (하) (기간한정판·2010년 2월 24일 발매 예정)
  - DISC 2매 세트 / 본편 150분 + 영상특전 (각 권 공통)
    - 그 외의 자세한 것은 〈고대 소녀 도그짱〉공식 사이트 내 RELEASE를 참조.